# Amphiglossus mandokava
Amphiglossus mandokava е вид влечуго от семейство Сцинкови (Scincidae). Видът е световно застрашен, със статут Уязвим.

## Разпространение
Разпространен е в Мадагаскар.

## Описание
Популацията на вида е намаляваща.